# Магатма

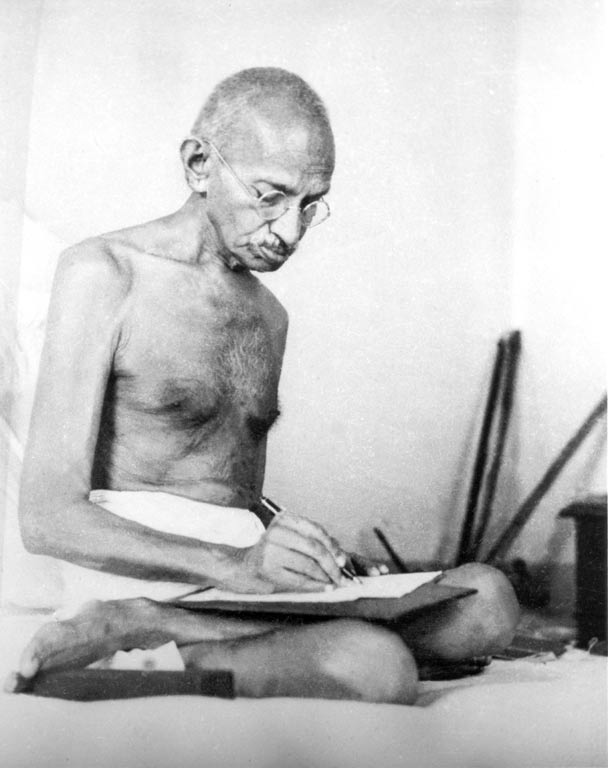
Магатма Ганді

Магатма також Махатма (вимова англійською: [məˈhɑːtmə[непідтримувані символи]məˈhætmə], санскр. महात्मा) є почесним знаком, який використовується в Індії.
Цей термін зазвичай використовується для Могандаса Карамчанда Ґанді, якого часто називають просто «Махатма Ганді». Хоча рідше, цей епітет також використовувався щодо таких людей, як Басава (1131–1167), Свамі Шраддхананд (1856–1926), Лалон Шах (1772–1890), Аянкалі (1863–1941) та Джотірао Пхуле (1827–1890).
Термін магатма також історично використовувався для класу релігійних вчених у джайнізмі; для обраних релігійних лідерів у теософії; та для місцевих релігійних учителів у церкві Божественної Світлої Місії.

## Етимологія
Термін Магатма походить від санскритських термінів महा (mahā), що означає «великий» і आत्मा (ātmā), що означає «душа».

## У теософії

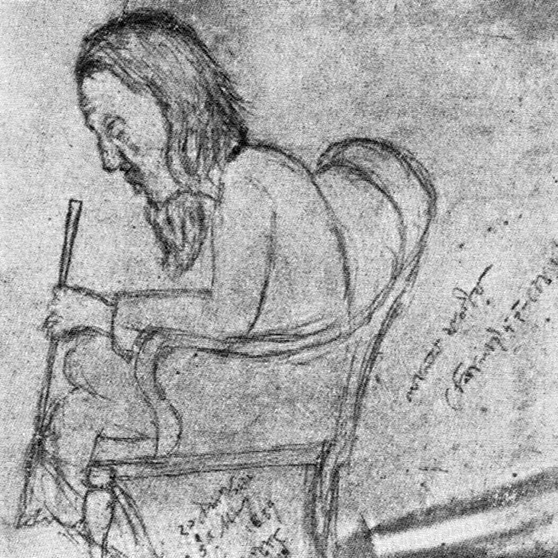
Лалон.

Слово, використане в технічному сенсі, було популяризовано в теософській літературі наприкінці 19 століття, коли Олена Блаватська, одна із засновників Теософського товариства, стверджувала, що її вчителі були адептами (або Махатмами), які проживають в Азії. Відповідно до теософських вчень, Магатми — це не безтілесні істоти, а високорозвинуті люди, які беруть участь у нагляді за духовним зростанням індивідів і розвитком цивілізацій. Блаватська була першою людиною в наш час, яка заявила про контакт із цими Адептами, особливо з «Майстрами» Кут Хумі та Морія. Елвін Бойд Кун писав про магатми:
Майстри, яких представляє нам теософія, є просто високопоставленими учнями життєвої школи досвіду. Вони є членами нашої власної еволюційної групи, а не прибульцями з небесних сфер. Вони суперлюди лише тому, що досягли пізнання законів життя та панування над його силами, з якими ми досі боремося.
Після смерті Блаватської в 1891 році багато людей стверджували, що контактували з її Адептами-вчителями. Ці люди заявили, що вони є новими «посланцями» Вчителів і передали різні езотеричні вчення. В даний час різні теософські рухи називають їх Вознесенними Майстрами, хоча їхній характер і вчення в кількох аспектах відрізняються від описаних Блаватської.

### Критика
Було багато суперечок щодо існування адептів. Критики Блаватської сумнівалися в існуванні її Вчителів. Дивіться, наприклад, "викриття" WE Coleman.
К. Пол Джонсон у своїх книгах припускає, що «Майстри», про яких Блаватська писала та від яких писала листи, насправді були ідеалізаціями людей, які були її наставниками. Аріель Санат, автор книги «Внутрішнє життя Крішнамурті: приватна пристрасть і вічна мудрість», писав, що Джонсон «у всіх своїх книгах стверджує, що в ранній історії Теософського товариства взагалі не було Вчителів і що їх винайшла Олена Блаватська (як інші стверджували, що вона вигадала свої подорожі)." Санат написав, що Джонсон «навмисно ігнорує основні джерела доказів їх реального фізичного існування». Що це вважав Санат, не зовсім зрозуміло.

## Могандас Карамчанд Ґанді в роліМагатми

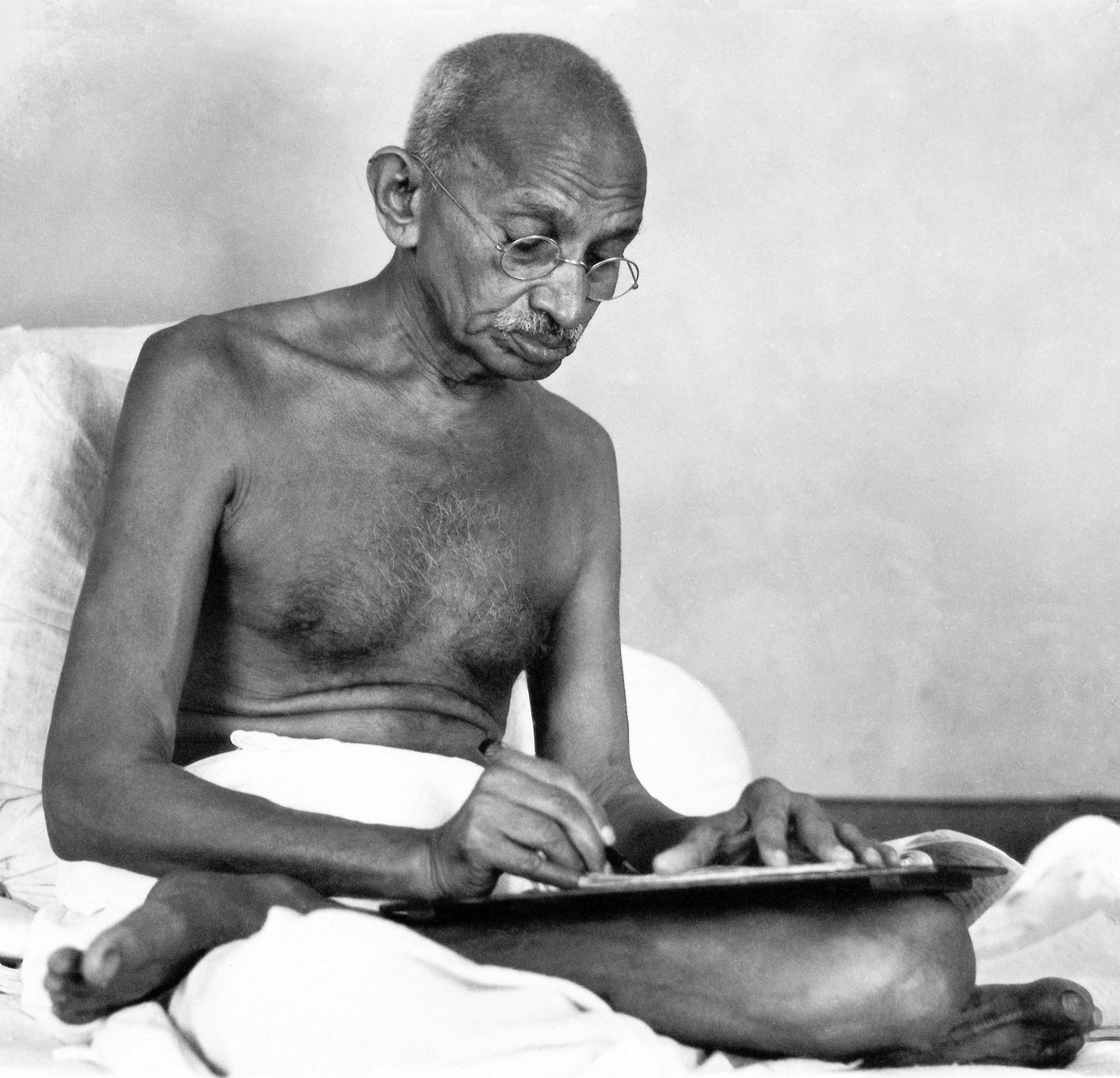
Мохандас Ганді, якого в наш час зазвичай називають Махатмою

Згідно з деякими авторами, Рабіндранат Тагор, як кажуть, використав цей титул для Ганді 6 березня 1915 року. Деякі стверджують, що жителі Гурукул Кангаді в квітні 1915 року називали його Махатмою, а він, у свою чергу, називав Махатмою засновника Мунширама (який пізніше став Свамі Шраддханандом). Проте документ про вшанування його титулом «Магатма» від 21 січня 1915 року в Джетпурі, Гуджарат, написаний Наутамлалом Бхагванджі Мехтою, зберігається в Національному музеї Ганді в Нью-Делі, Індія. У приватному листі від друга Ганді Пранвівана Мехти до Гопала Крішни Гокхале в 1909 році згадувалося про Ганді з титулом і, таким чином, залишається найдавнішим письмовим записом, у якому вживається цей титул.  Використання терміна Махатма в джайнізмі для позначення класу мирських священиків було відзначено з 17 століття. Магатма — це той, хто практикуєТріхаранасуддхі.

## У Місії Божественного Світла
Місія Божественного Світла (DLM) була рухом на основі Сант-Мат, заснованим в Індії в 1930-х роках Гансом Махараджем і офіційно зареєстрованим у 1960 році. У DLM було близько 2000 Махатм, усі з Індії чи Тибету, які навчали секретним технікам медитації DLM під назвою «Знання». Махатми, яких називають «реалізованими душами» або «апостолами», також служили місцевими лідерами.  Після смерті Ганса Джі в 1966 році його молодший син, Прем Рават (тоді відомий як Гуру Махарадж Джі або Багіогешвар), став його наступником. Молодий гуру призначив кількох нових Махатм, у тому числі одного зі Сполучених Штатів. В одному випадку видатний індійський махатма ледь не до смерті забив чоловіка в Детройті за те, що він кинув пиріжок у гуру. На початку 1980-х років Прем Рават замінив організацію Місії Божественного Світла на Elan Vital і замінив Махатм ініціаторами. Ініціатори не мали шанованого статусу Махатм, і вони походили переважно із західних послідовників. У 2000-х роках на зміну ініціаторам прийшло відео, в якому Рават сам навчає прийомам.

## У джайнізмі

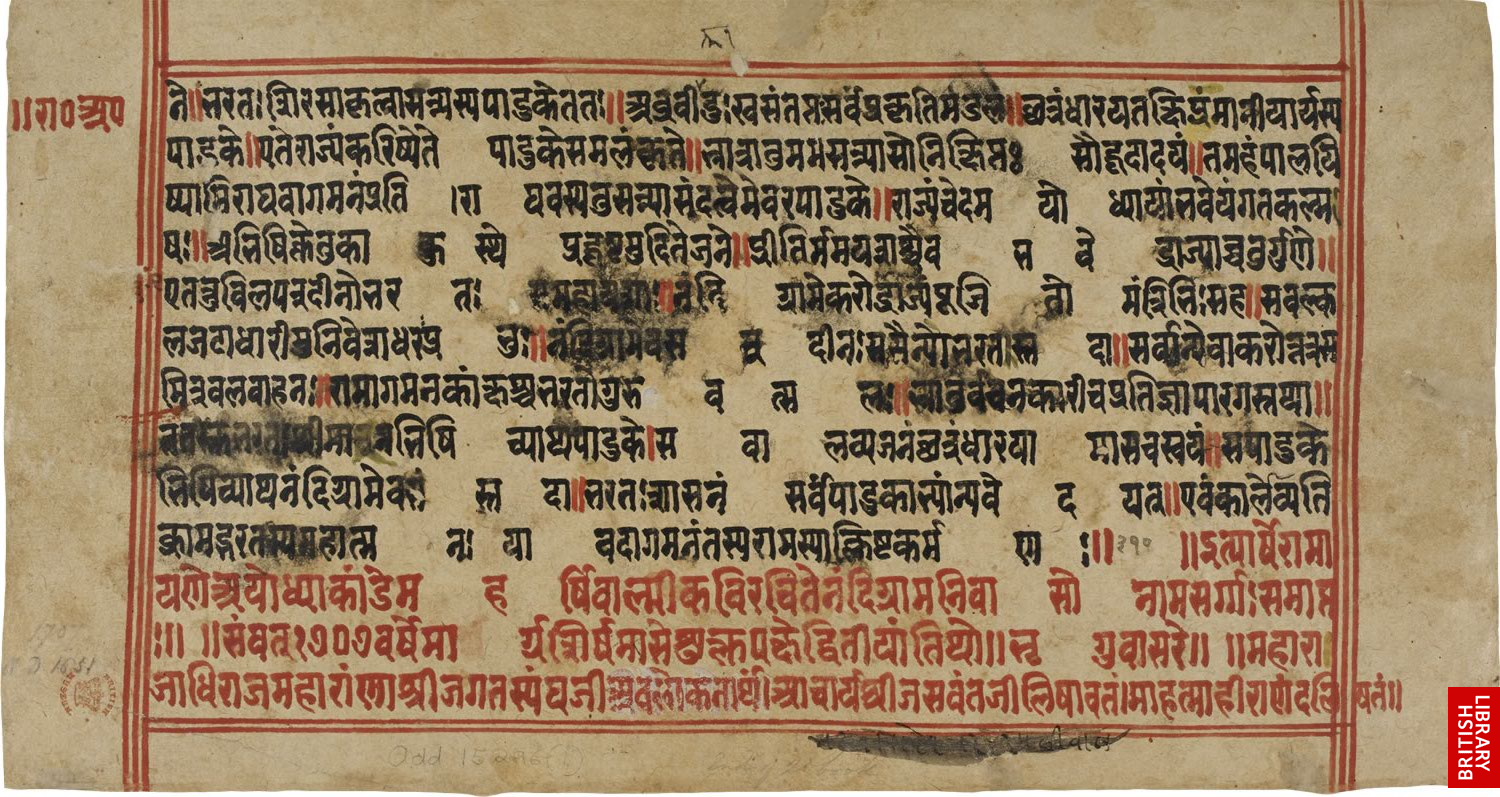
Рукопис Мевада Рамаяни: колофон червоного кольору: державний текст був написаний Махатмою Хіранандою, на замовлення Ачар’ї Джасванта для бібліотеки Махарана Джаґата Сінгха I з Мевара. Завершено в п'ятницю, 25 листопада 1650 року

Серед джайнів термін Махатма використовується для класу вчених, які є домогосподарями.

### Магатма Хирананда з Мевара
У колофоні Мевар Рамаяни, описаному як «один із найкрасивіших рукописів у світі», стверджується, що текст, замовлений Ачар’єю Джасвантом для бібліотеки Махарана Джагат Сінгха I з Мевара, був написаний один Махатма Хірананда і закінчив у п'ятницю 25 листопада 1650 року. Будучи джайністським писарем, Махатма Хирананда включив у рукопис традиційні джайнські писацькі елементи.

### Джайнські магатми вДабестан-і Мазахеб
Dabestan-e Mazaheb , написаний близько 1655 року нашої ери, є текстом, який описує різні релігії та філософії, з якими стикався автор. Його розділ 11 присвячений джайнізму. У ній говориться: «Подібно до дервішів обох класів (монах і джатіс) є третя секта, яка називається Маха-атма; група, що відокремилася від освальських джайнів, має одяг і зовнішній вигляд джатіса; однак не вищипуйте їх волосся пінцетом., але вирізати. Вони живуть соціальним життям і поширюють у суспільстві вчення Махавіра та інших джайнських тиртханкарів. Накопичують гроші, варять собі їжу в хатах, п’ють холодну воду, беруть собі жінку». Тому термін Махатма використовувався для священиків/учених, які не дотримувалися целібату.

## Подальше читання
- Дутта, Крішна та Ендрю Робінсон. Рабіндранат Тагор: Антологія. Picador/Macmillan: Лондон, 1997.